# Lomy ve Velké Střelné
Lomy ve Velké Střelné (nazývané také doly ve Velké Střelné, důl Ján, Schieferwerke Groß Waltersdorf) se nacházejí jižně od zaniklé německé obce Velká Střelná a východně od Olomouckého kopce v pohoří Oderské vrchy, ve vojenském újezdu Libavá v okrese Olomouc v Olomouckém kraji. Lomy již nejsou v provozu a jsou dokladem významné historie povrchové a důlní těžby břidlice v kontextu světového významu. Stále se zde nachází jedno z největších geologických ložisek vysoce kvalitní břidlice v Evropě. Protože se místo nachází ve vojenském prostoru, tak je veřejnosti bez povolení nepřístupné.

## Počátky těžby
Menší těžba břidlice ve Velké Střelné a jejím okolí se traduje od středověku. Dle německých zdrojů, sedlak Johann Mader z Velké Střelné roku 1833 při orbě narazil na pláty břidlice, které si odvezl domů a stavebně využil. S pomocí místních pak začal břidlici těžit. O místo se pak měli zájem také majitelé železáren v Mariánském údolí, bratři Machánkové a rytíř von Sabel, kteří se dohodli na pronájmu těžby s Johannem Maderem. Později v roce 1866 založili akciovou společnost A.G. Zájem o břidlici vzrůstal a těžba se rozšířila i na sousední pozemky dalších majitelů.
Od roku 1866 se poprvé začalo i s hlubinnou těžbou. Vznikly lom I a doly II, III. a IV (hluboké až 150 metrů) a do důlního podnikání se zapojily také další osoby, z nichž nejvýznamnější je Cornelius Liembach a především Lorenz Wiedrehold, Clemens Hutter a jeho syn důlní inženýr Wilhelm Hutter. Lorenz Wiedrehold ukončil svoje aktivity v Lomech ve Velké střelné a pak začal těžit břidlici v Růžové zahradě (Rosengarten), tj. místo severozápadně od zaniklé německé vesnice Olejovice. Kvalita místní břidlice byla známá i za hranicemi Rakousko-Uherska a dokonce byla prodávána až do USA. V roce 1889 zdejší horníci stávkovali a vydobyli si zvýšení platu. Břidlice byla nejprve dopravována do Olomouce a po roce 1914, kdy byla postavena silnice k železniční zastávce Hrubá Voda-Smilov, do Smilovského Mlýna. Později do roku 1914, kdy vypukla první světová válka, byla těžba zastavena v lomu i ve všech dolech z důvodů razantního snížení odbytu a odvodů mužů na frontu. V roce 1927 společnost A.G. zanikla.

## Těžba po roce 1927
V této době zde především působila firma Říhák a Prucek z Olomouce, která zavedla v těžbě elektrickou energii a působila zde až do roku 1938, kdy byly nacistickým Německem obsazeny Sudety. V důlní činnosti pak pokračovala německá společnost Freihermesdorfer Dachschieferwerke Tatzel und Comp. V roce 1940 zde byli nasazeni sovětští váleční zajatci a francouzští váleční zajatci. Po druhé světové válce se již těžbu nepodařilo plně obnovit a s činností vojenského prostoru zanikla. Určité snahy o obnovu těžby přišly v 90. letech 20. století, v letech 1992-94, byla vyražena nová průzkumná štola, avšak s těžbou se nezačalo.

## Další informace
V okolí existovaly také další menší lomy a doly.

## Galerie

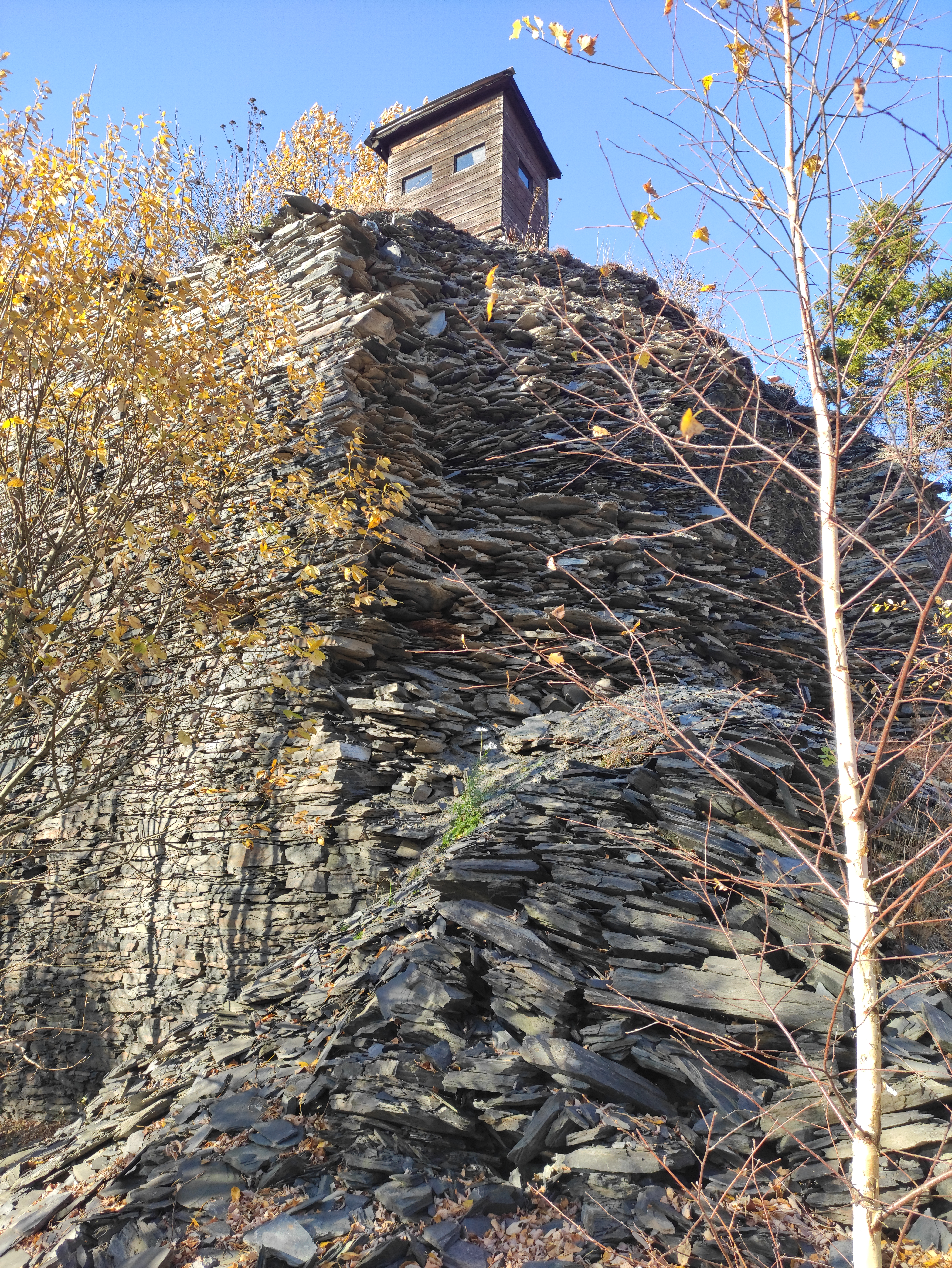
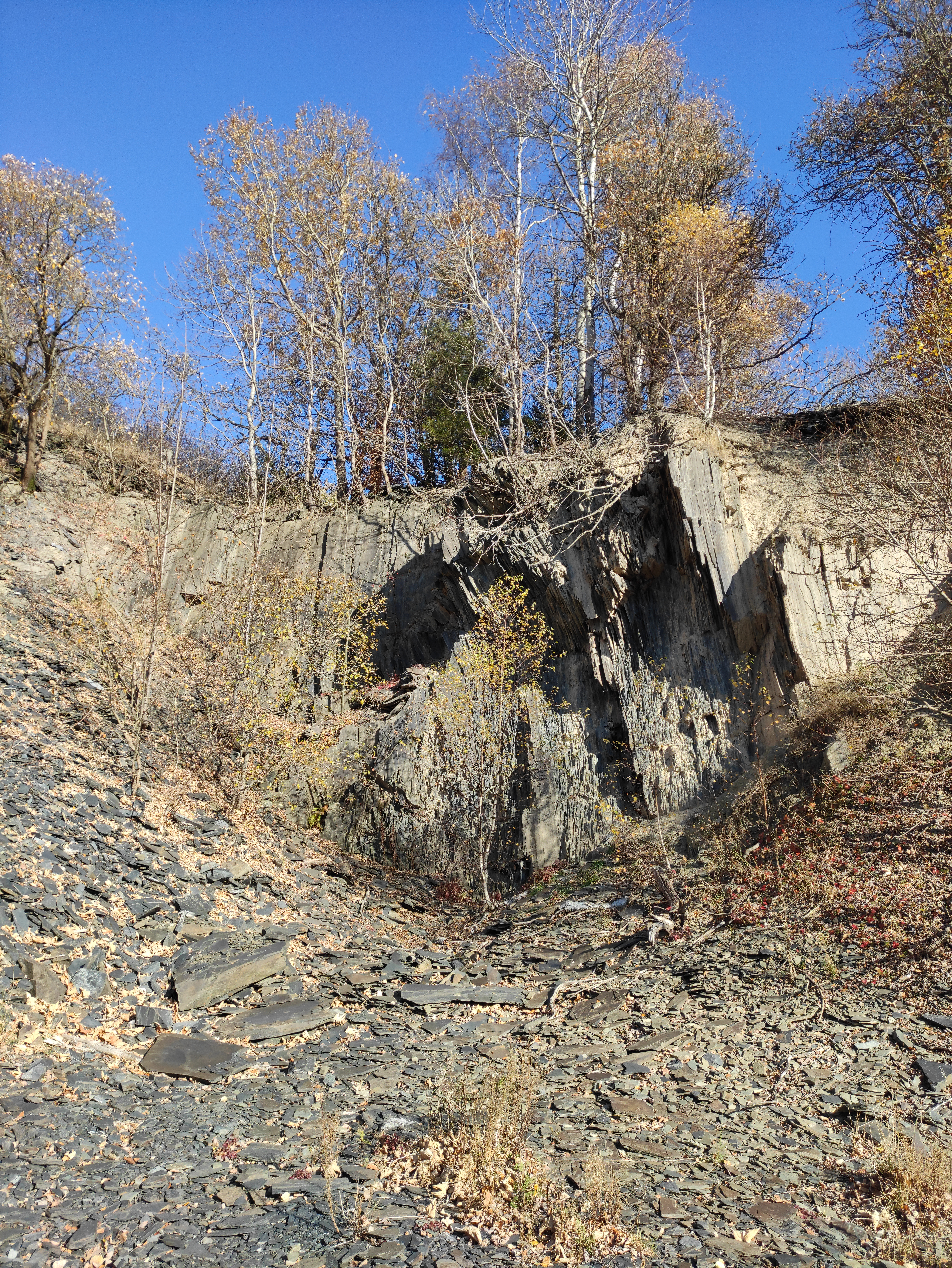
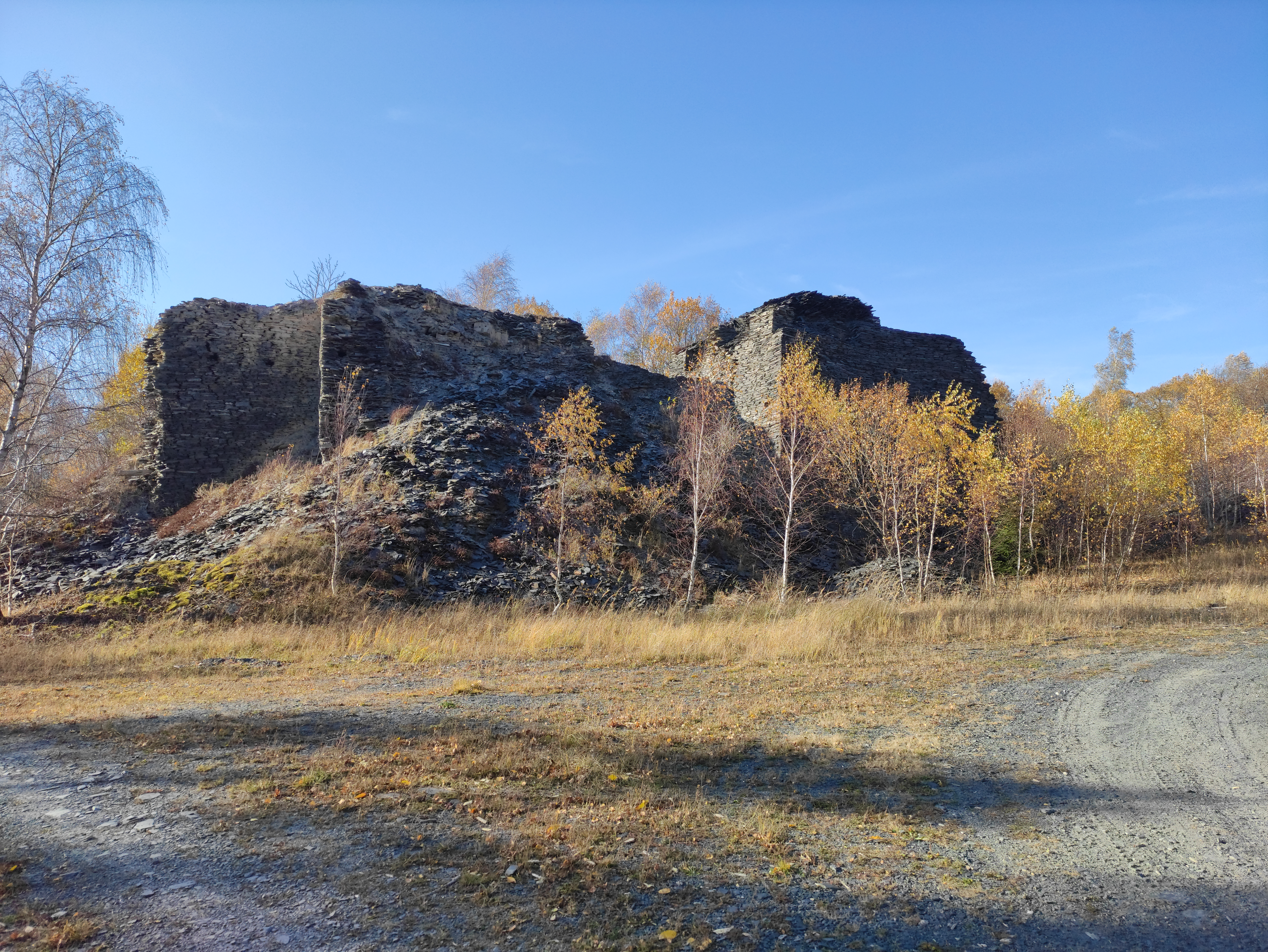
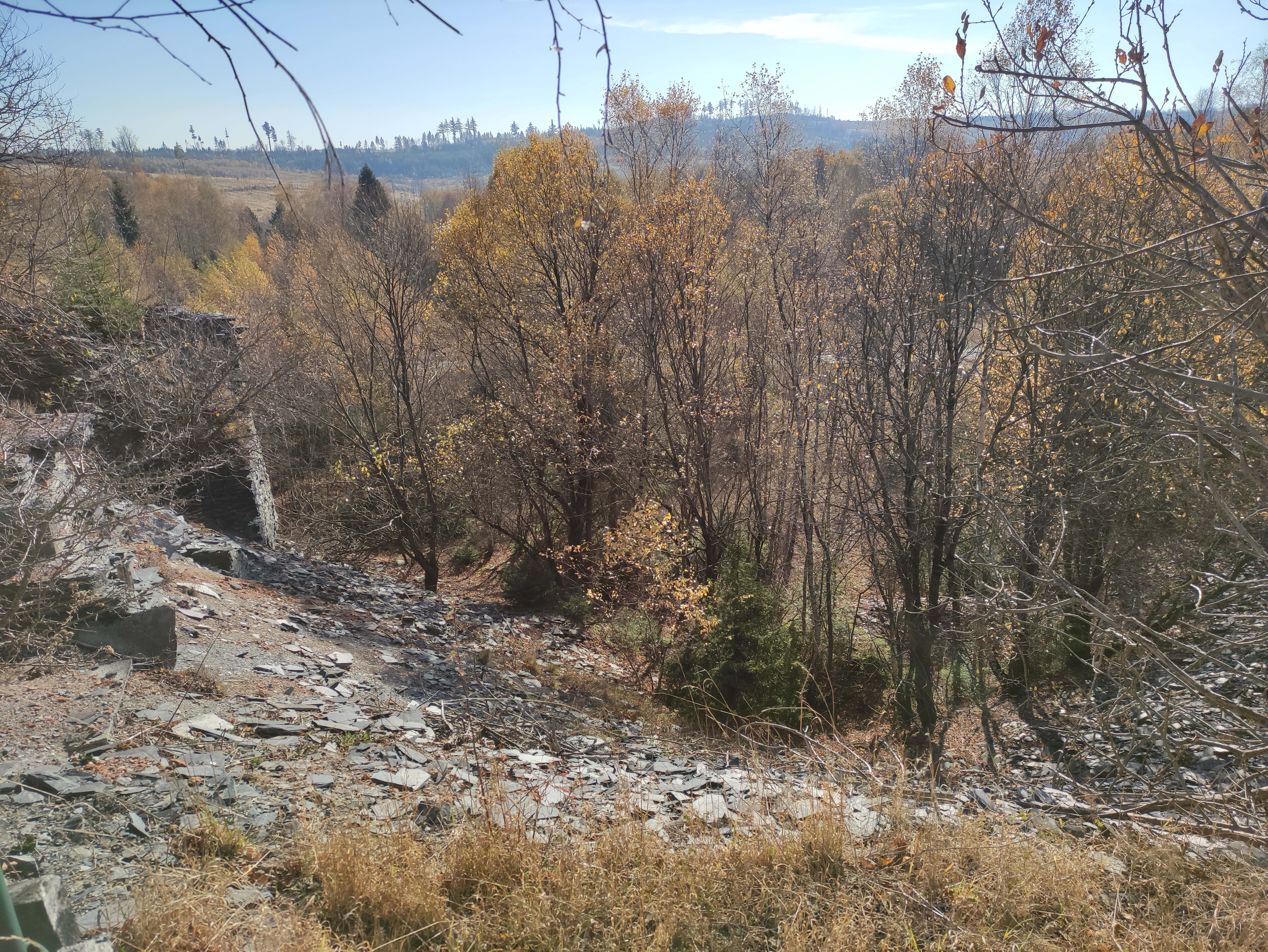
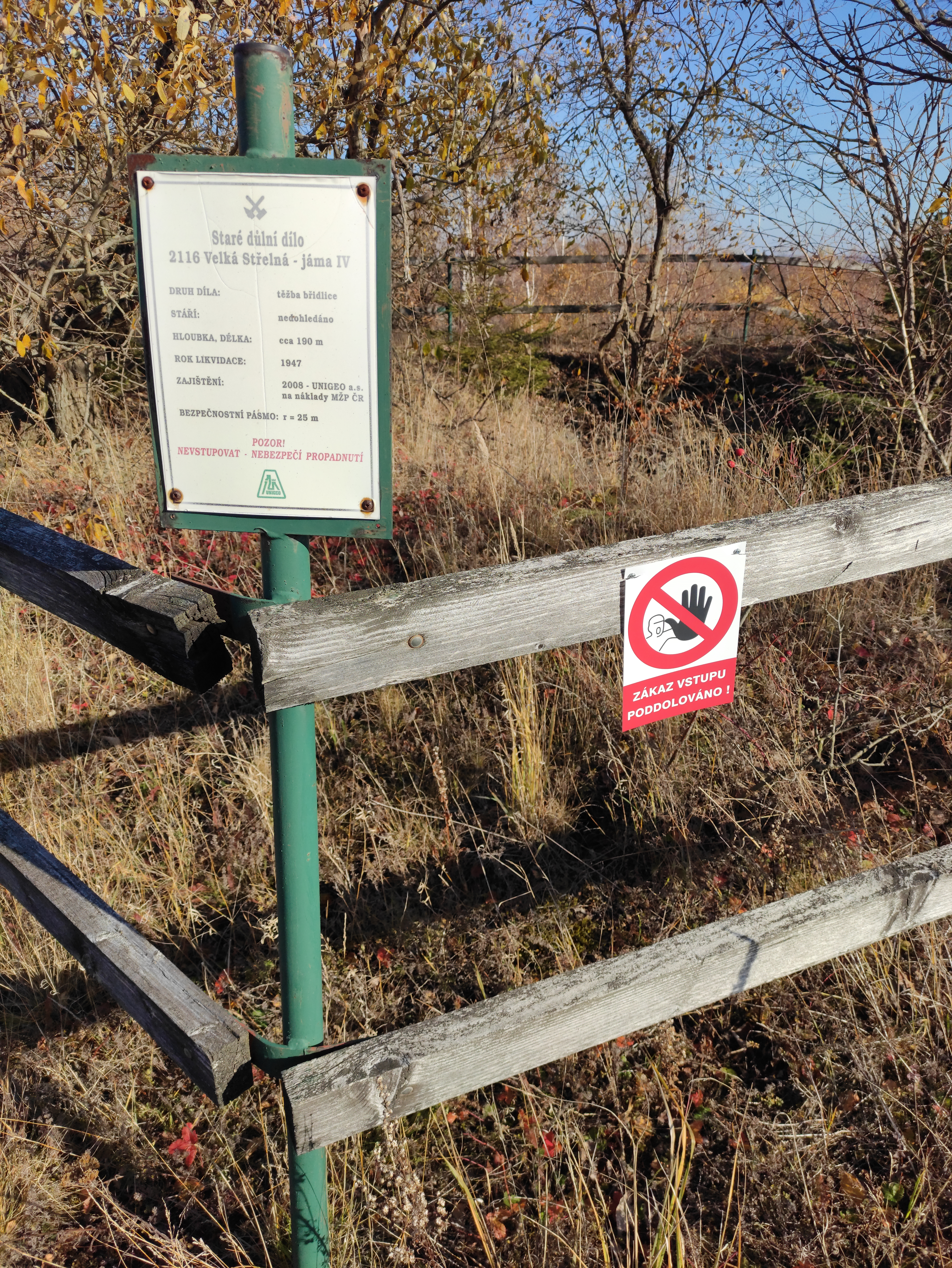